# Richard Réti
Richard Réti, né le 28 mai 1889 à Pezinok, près de Bratislava, et mort le 6 juin 1929 à Prague, est un joueur d'échecs, né hongrois, puis devenu, comme sa région d'origine, tchécoslovaque après la Première Guerre mondiale.
Réti est l'un des meilleurs joueurs des années 1910 à 1920, et, avec Gyula Breyer et Aaron Nimzowitsch, l'un des fondateurs de l'école hypermoderne.

## Biographie
Le père de Richard Réti était un médecin juif hongrois qui éleva son fils avec une préceptrice française. En 1890, la famille vient à Vienne, où Réti, après être sorti du Gymnasium, commence à étudier les mathématiques. Toutefois, il consacre bientôt plus de temps au jeu d'échecs qu'à ses études. Au Café Central de Vienne, il en vient à oublier son travail universitaire et abandonne définitivement les mathématiques pour devenir joueur d'échecs professionnel.

« Réti étudie les mathématiques sans être un mathématicien borné, il représente Vienne sans être viennois, de naissance c'est un Vieux-Hongrois sans qu'il puisse parler hongrois, il répond avec une rapidité extraordinaire, mais agit avec d'autant plus de réflexion, et avec cela il devient le meilleur joueur d'échecs sans être champion du monde. C'est un artiste de la recherche qui s'occupe plus du pourquoi des choses que de leur essence. »

— Xavier Tartakover.
Contrairement à d'autres maîtres des échecs, Réti n'était nullement un enfant prodige, malgré son talent indiscutable, et il dut beaucoup travailler pour obtenir les résultats qu'il eut par la suite. C'est en apprenant par lui-même et en pratiquant qu'il accrut considérablement ses capacités de jeu entre 1908 et 1912. Dans son premier tournoi international (Vienne, 1908), il ne put faire que 3 parties nulles sur 19, la deuxième fois il obtint 5,5 points sur 10. Les années suivantes, il noue une amitié étroite avec un joueur très doué, Gyula Breyer, qui devait plus tard être avec lui un des champions de l'école hypermoderne.
Pendant la Première Guerre mondiale, la vie échiquéenne s'arrête sur le plan international et Réti ne participe qu'à des tournois locaux. Après la guerre, il s'installe à Prague. Comme son contemporain Aaron Nimzowitsch, Réti critique la façon dogmatique de jouer des maîtres plus âgés, mais il n’alla pas aussi loin que ce dernier dans son agressivité envers eux (Nimzowitsch se querella publiquement avec Siegbert Tarrasch, théoricien et avocat d'un style plus classique, alors qu'il transparaît dans les écrits de Réti qu'il admirait profondément Tarrasch).
Réti remporte plusieurs tournois : ceux d'Amsterdam et de Göteborg en 1920, celui de Teplitz-Schönau en 1922, de Buenos Aires en 1924 et de Vienne en 1928.
La victoire de Réti contre le champion du monde José Raúl Capablanca, à New York en 1924 — il avait joué l'ouverture qui porte aujourd'hui son nom (1. Cf3 suivi de 2. c4 sans d4) - fut une étape importante dans la propagation des idées modernes dans les échecs. Le début Réti fut beaucoup joué par la suite, et l'idée qui en est à la base : le contrôle indirect du centre, fait partie aujourd'hui du bagage de tout bon joueur d'échecs.
En 1925, Réti établit un record du monde en jouant simultanément 29 parties à l'aveugle, où il obtient un score de (+21 -2 =6) (21 victoires, 2 défaites et 6 parties nulles).
On doit à Réti des apports considérables à la théorie des échecs ; il est l'auteur de plusieurs livres à ce sujet, les ouvrages Les Idées modernes aux échecs (1922) et Les Maîtres de l'échiquier (1930) restent des classiques. Par ailleurs, il a composé des études artistiques remarquables d'élégance. Il aurait affirmé : « Les études sont des positions de fins de partie avec un contenu extraordinaire », et dans cette optique, il considérait Hermann Mattison, un spécialiste des études « à position simple, mais solution très cachée », comme le plus grand « étudiste » de l'histoire.
Le 6 juin 1929, Richard Réti meurt à Prague de la scarlatine, à l'âge de 40 ans. Ses cendres sont enterrées dans la tombe du père de Réti, le Dr Samuel Réti, dans la section juive du cimetière central de Vienne, dans la section T1, groupe 51, rang 5, tombe 34.

## Une partie miniature
Richard Réti – Xavier Tartakover, Vienne, 1910
1. e4 c6 2. d4 d5 3. Cc3 dxe4 4. Cxe4 Cf6 5. Dd3 e5 6. dxe5 Da5+ 7. Fd2 Dxe5 8. 0-0-0 Cxe4?? 9. Dd8+ Rxd8 10. Fg5+ Rc7 11. Fd8#
Dans son Bréviaire des échecs, le grand-maître Tartakover a eu le panache de reproduire cette partie sous le titre « Un mat splendide ». Il l'accompagne d'intéressants commentaires.
Le sacrifice de Dame effectué par Réti dans cette miniature n'était pas nouveau : il était déjà apparu auparavant, notamment dans une partie de 1886 et dans au moins quatre autres parties. De plus, les circonstances qui accompagnent la partie Réti-Tartakover ne sont pas toutes élucidées : Tartakover avait publié la partie dans son livre Schachmethodik (Berlin, 1929) avec la seule précision : « partie libre » disputée à Vienne en 1910. La partie avait été publiée auparavant en 1910 par Georg Marco à la page 10 du Neues Wiener Tagblatt, du 1er avril 1910, avec la conclusion : « 10. Fg5+ Abandon ». « La partie fut jouée pour une mise mineure (dix couronnes) et avec une cadence de jeu de 15 coups par heure. »

## Richard Réti joue le début Réti
Le début Réti, comme l'a expliqué lui-même son auteur dans Les Maîtres de l'échiquier, ne dirige pas l'attaque contre la case faible e5, mais contre la case forte d5, dans la mesure où il continue par c4, g3 et Fg2 (dans cet ordre là ou dans un autre).
- Richard Réti - José Raúl Capablanca, New York, 1924[7] :

1. Cf3 Cf6 2. c4 g6 3. b4 Fg7 4. Fb2 0-0 5. g3 b6 6. Fg2 Fb7 7. 0-0 d6 8. d3 Cbd7 9. Cbd2 e5 10. Dc2 Te8 11. Tfd1 a5 12 a3 h6 13. Cf1 c5 14. b5 Cf8 15. e3 Dc7 16. d4 Fe4 17. Dc3 exd4 18. exd4 C7d7 19. Dd2 cxd4 20. Fxd4 Dxc4 21. Fxg7 Rxg7 22. Db2+ Rg8 23. Txd6 Dc5 24. Tad1 Ta7 25. Ce3 Dh5 26. Cd4 Fxg2 27. Rxg2 De5 28. Cc4 Dc5 29. Cc6 Tc7 30. Ce3 Ce5 31. T1d5 1 - 0.
- Richard Réti - Akiba Rubinstein, Karlsbad, 1923 :

1. Cf3 d5 2. g3 Cf6 3. Fg2 g6 4. c4! d4 (il peut aussi suivre notamment : 4...e6, 4...c6, 4...dxc4 qui sera suivi de 5. Ca3 ou bien de 5. Da4+) 5. d3 Fg7 6. b4! 0-0 7. Cbd2 c5 8. Cb3 cxb4 9. Fb2 (9. Cbxd4? e5!) Cc6 10. Cbxd4 Cxd4 11. Fxd4 b6 (défend le pion b, mais affaiblit le pion a) 12. a3 (12. Cd2? Dxd4 13. Fxa8 Cg4!) Fb7 13. Fb2 bxa3 14. Txa3 Dc7 15. Da1 (« On devrait dire que ce coup n'a pas été découvert par Réti, mais plutôt inventé par lui! ») Ce8 16. Fxg7 Cxg7 17. 0-0 Ce6 18. Tb1 Fc6 19. d4 Fe4 20. Td1 a5 21. d5 Cc5 22. Cd4 Fxg2 23. Rxg2 Tfd8 24. Cc6 Td6 25. Te3 Te8 26. De5 (dans leur livre : Winning with the Hypermodern, qui est à la base des annotations, Raymond Keene et Eric Schiller ont écrit l'explication suivante de Réti : « Ceci provoque l'avance ...f7-f6, et par conséquent, il sera impossible de sapper les pions en d5 et c6. ») f6 27. Db2 e5 28. Db5 Rf7 29. Tb1 Cd7 30. f3 Tc8 31. Td3 e4 32. fxe4 Ce5 33. Dxb6 Cxc6 34. c5 Td7 35. dxc6 Txd3 36. Dxc7+ Txc7 37. exd3 Txc6 38. Tb7+ Re8 39. d4 Ta6 40. Tb6 Ta8 41. Txf6 a4 42. Tf2 a3 43. Ta2 Rd7 44. d5 g5 45. Rf3 Ta4 46. Re3 h5 47. h4 gxh4 48. gxh4 Re7 49. Rf4 Rd7 50. Rf5 1 - 0.

## Œuvres traduites en français
- Richard Réti (trad. de l'allemand par Catherine Jaeg), Les Idées modernes aux échecs [« Die neuen Ideen im Schachspiel »], Éd. Payot, 1997 (1re éd. 1922), 93 p. (ISBN 2-22889-080-4).
- Richard Réti (trad. de l'allemand par Frank Lohéac-Ammoun), Les Maîtres de l'échiquier [« Die Meister des Schachbretts »], Les Avirons, Olibris, septembre 2011 (1re éd. 1930), 192 p. (ISBN 978-2-916340-55-5)Réti s'intéresse à tous les grands joueurs d'échecs du passé, du milieu du XIXe siècle jusqu'à son époque. Il analyse le style de chaque joueur et explique ce qu'il a apporté au jeu. « Les Maîtres de l'échiquier » a été classé en 1981 second meilleur livre d'échecs de tous les temps par Irving Chernev devant Mes 60 meilleures parties de Bobby Fischer[10].
- Richard Réti (trad. de l'espagnol), Cours scientifique d'échecs [« Curso Superior de Ajedrez »], Éd. Payot & Rivages, 1998 (1re éd. 1925), 85 p. (ISBN 2-22889-153-3)Ce livre regroupe quatre conférences données par Réti à Buenos Aires en 1924.

## Œuvres non encore traduites en français
- (es) Richard Réti, Estudios completos, Editorial Fundamentos, 2 avril 1997, 172 p. (ISBN 978-84-245-0362-8, lire en ligne)
- (en) Richard Réti, Harry Golombek et Raymond Keene, Reti's Best Games of Chess, Hardinge Simpole Publishing, 9 septembre 2008, 192 p. (ISBN 978-1-84382-213-4)